# Communication judiciaire
La communication judiciaire (en anglais : Litigation public relations), est la gestion des relations publiques et de la communication durant un procès afin d'influencer le résultat ou son impact sur la réputation globale du client.

## Histoire
Le litigation PR apparaît aux États-Unis dans les années 1980 avec l'affaire O. J. Simpson. Alors qu’il est dès lors régulièrement employé dans les pays anglo-saxons, il commence à s’implanter en Europe continentale seulement à partir des années 2000.
En Suisse, le recours à la communication judiciaire gagne en importance. On peut notamment citer les affaires Ignaz Walker, Carl Hirshmann, Giroud ou encore Sika qui ont toutes été très médiatisées et dans lesquelles la communication a joué un rôle important.
L’apparition et le développement des réseaux sociaux ainsi que l’intérêt accru du public pour les affaires contentieuses sont en partie à l’origine de l’attrait croissant pour la communication judiciaire.

## Périmètre d’activité
Le périmètre d’activité du communication judiciaire dépend du système juridique mis en place. Il s’agit avant tout d’une affaire de culture. Les anglo-saxons cherchent à influencer le jury, en procédure pénale, ou les parties, en procédure civile. En Europe, on essaie plutôt de préserver la réputation et l’image de l’entreprise ou du particulier qui peuvent être mises à mal par l’existence d’un procès. Les procédures judiciaires peuvent avoir une forte influence sur le déroulement et le développement des affaires, sur l’image de la marque ou entraver la motivation des employés. Même si un procès est gagné au tribunal, il peut être perdu dans la cour de l’opinion publique.
La communication judiciaire débute ainsi au moment de l’identification d’une dimension de crise en sus d’un risque procédural et se termine lorsque les conséquences de la décision judiciaire du différend sont neutralisées. Tout au long de cette période, il s’agit, d’une part, d’influencer le résultat de la procédure et, d’autre part, de gérer la réputation de l’entreprise ou du particulier concernés.

## Rôle des médias
Les médias ont tendance à s’exprimer en faveur du plaignant ou de la partie accusatrice. Quand certains faits sont allégués en public, ils vont souvent catégoriser l’affaire en «victimes contre méchants». Par ailleurs, les nouvelles sont titrées ou commencent régulièrement par les positions de la partie demanderesse. De ce fait, la défense est poussée dès le début à la défensive. Dans ce cas, une collaboration avec les médias sera souvent nécessaire pour rendre la médiatisation de l’affaire plus fidèle à la réalité et plus équilibrée pour le compte de la partie défenderesse.

## Objectifs
- Contrer les effets d’une publicité négative
- Faire connaître le point de vue d’un client
- Assurer une couverture média équilibrée
- Aider les médias et le public en général à comprendre des situations juridiques complexes
- Désamorcer un environnement hostile
- Participer à résoudre le conflit[5]